# Conhecer Jesus
Conhecer Jesus é o segundo álbum de estreia da cantora Leonor, lançado em 1995 pela gravadora Line Records.

## Faixas
1. Conhecer Jesus
2. Mãos do Pai
3. Porque Ele Vive
4. Em Teus Braços
5. Até Que Te Encontrei
6. Meu Louvor
7. Jesus em Mim
8. Novo Israel
9. Amor, Eu e Você
10. Ele Virá
11. Fogueira Santa
12. Oração do Aflito

## Clipes
- Conhecer Jesus

## Ficha Técnica
- Direção Executiva: Julio Dias
- Produção Musical: Ed Wilson
- Arranjos e regência: Tutuca Borba
- Arranjo da música "O Amor, Você e Eu": J. Moraes
- Técnicos de gravação: Jackson Paulino e Rafael Azulay
- Mixagem: Jackson Paulino
- Masterização Estúdio Pró-Master - RJ: Denilson Campos e Jackson Paulino
- Corte: Hélio - Sony Music
- Supervisão de corte: Jackson Paulino
- Gravado no Estúdio Record
- Foto: João Melo
- Arte: Ricardo Pissiali
- Fotos de fundo da capa e contra-capa: Gentilmente cedidas pelo Consulado de Israel - RJ

Músicos participantes
- Guitarra: Chileno
- Saxofone: Zé Canuto
- Teclados e programação: Tutuca

- Produzido por Record Produções e Gravações LTDA (P) 1995